# Fiat 125 Sport
La Fiat 125 Sport est une voiture sportive type Coupé, fabriquée par le constructeur italien Fiat dans sa filiale argentine Fiat Concord à partir de 1972.

## Histoire
Dans les années 1960, Fiat était le plus important constructeur automobile du pays et détenait presque un quart du marché local. Les argentins, amateurs de voitures sportives, demandaient la production de voitures à fort caractère avec des lignes plus agressives que celles proposées par les filiales des constructeurs américains. La filiale argentine de Fiat rechercha un véhicule original qui puisse correspondre à ces exigences. 
Lorsque Fiat Italie présente, en 1963, la gamme des familiales Fiat 1300/1500, certains carrossiers célèbres ont utilisé cette base pour développer des projets de dérivés sportifs et "fuoriserie".
Ce fut la Carrozzeria Vignale qui présenta en 1963 une version coupé très  réussie, sur la base d'un dessin signé Giovanni Michelotti. Entre 1963 et 1965, Vignale fabriqua 125 exemplaires de la première série du coupé et 30 exemplaires de la seconde série. Cette production venait s'ajouter aux modèles Coupé & Cabriolet officiellement distribués sous la marque Fiat et construits par Pininfarina.
En 1966, Fiat Concord acquiert la licence de fabrication de cette version coupé et la fabriquera en Argentine. Il faut noter que Fiat Italie n'a jamais construit ni commercialisé ce modèle.
La voiture a connu plusieurs évolutions :
- Fiat 1500 Coupé (1966-69), équipée du moteur Fiat type 115.C de 1.481 cm3 développant 81 ch (60 kW) à 5 200 tr/min, très appréciée en Argentine grâce aux exploits sportifs en rallye,
- Fiat 1600 Sport (1969-72), reprend la base mécanique de la Fiat 1600 avec le moteur de 1.625 cm3 développant 92 ch à 5 300 tr/min.
- Fiat 125 Sport (1972-78). En 1972, avec le remplacement de la Fiat 1600 par la Fiat 125 la version coupé hérite de cette nouvelle base mécanique moderne. Bien que la carrosserie ne bénéficie que de quelques changements mineurs, avec le retour à la face avant d'origine Vignale, c'est un nouveau modèle qui est lancé avec la 125 Sport.

## Caractéristiques
Le nouveau moteur Fiat type 125 B supercarré à double arbre à cames de 1.608 cm3 développe 100 ch DIN à 6 200 tr/min. La version coupé partage avec la berline toutes les caractéristiques mécaniques : roues motrices arrière, suspension avant de type Mac-Pherson avec ressorts hélicoïdaux, freins à disque avant, à quatre vitesses avec levier de vitesses, et son moteur est alimenté par un carburateur Weber 34DCHC. Les pneumatiques sont des 185/70/13.
En 1975, une version plus puissante dénommée "Potenciado" voit le jour. Le moteur développe 10 ch supplémentaires. Le Coupé en bénéficie également.
En 1977, la Fiat 125 est revue et est dénommée Fiat 125 S. La 125 Sport est aussi renommée 125 Sport SE 78. Les seules modifications concernent l'équipement intérieur.
La fabrication de la Fiat 125 Sport s'arrêtera en fin d'année 1978 alors que la berline poursuivra sa carrière jusqu'en 1982. Fiat Argentine ne fabriquera plus aucun coupé après ce modèle.